# AMD FirePro
La serie FirePro (conosciute prima del 2008 come FireGL) sono un insieme di schede video fabbricate dall'ATI ora sotto il nome AMD particolarmente orientate per il CAD (Computer Aided Design) e il DCC (Digital Content Creation) o comunque, programmi generalmente installati su workstation. Queste sono molto simili all'hardware che si trovano nelle Radeon, ma hanno una serie di differenze, a partire dai driver, che infatti sono diversi da quelli delle ordinarie schede video. Poiché l'hardware è molto simile alle Radeon comuni, è possibile, in certi casi, scaricare da internet dei driver FirePro modificati che migliorarono le prestazioni di una comune scheda video Radeon.

## Differenze con le schede della serie Radeon

AMD DirectGMA

- Sono costruite per essere usate con programmi di modellazione 3D come SolidWorks, mentre quelle della serie Radeon sono orientate ai videogiochi
- La maggior differenza è nei driver. Infatti i driver FirePro sono fatti apposta per pretendere dalla scheda massima qualità da vertici, pixel e qualità del colore. Comunque, data l'affinità tra le schede FirePro e Radeon, e contando anche il fatto che i driver FirePro sono comunque basati su quelli Catalyst, è possibile utilizzare le schede FirePro per giocare occasionalmente, ma nulla esclude incompatibilità di ogni genere.
- Le schede FirePro supportano l'antialiasing per linee e vertici, quad-buffered stereo, luce da un doppio lato, particolare accelerazione hardware per i clip plane, plane buffer dedicati, che sono molto utili al software Autodesk Maya. Non è molto chiaro comunque se le features siano presenti anche sulle schede Radeon.
- La serie FirePro è molto potente: sulla carta riesce a trasmettere molti più dati rispetto alle sorelle Radeon.
- Software professionali, come 3ds Max e Autodesk Maya riescono a processare, con queste schede video, molti più pixel, vertici e texture di quanto possano fare con i giochi. Al contrario, le Radeon processano meglio con i giochi.

## Lista delle schede video FireGL
| FireGL Modello        | Basata sulla Radeon                   | Motori Pixel | Processori Vertici | Memoria (RAM) | Tipo Bus |
| --------------------- | ------------------------------------- | ------------ | ------------------ | ------------- | -------- |
| FireGL 8700           | Radeon 8500                           | 4            | 2                  | 64MB          | AGP      |
| FireGL 8800           | Radeon 8500                           | 4            | 2                  | 128MB         | AGP      |
| FireGL T2-128         | Radeon 9600 Pro                       | 4            | 2                  | 128MB         | AGP      |
| FireGL Z1-128         | Radeon 9500 Pro                       | 8            | 4                  | 128MB         | AGP      |
| FireGL X1-128         | Radeon 9700                           | 8            | 4                  | 128MB         | AGP      |
| FireGL X1-256         | Radeon 9700 Pro                       | 8            | 4                  | 256MB         | AGP-Pro  |
| FireGL X2-256         | Radeon 9800 Pro                       | 8            | 4                  | 256MB         | AGP      |
| FireGL X2-256t        | Radeon 9800 XT                        | 8            | 4                  | 256MB         | AGP      |
| FireGL X3             | Radeon X800 Pro                       | 12           | 6                  | 256MB         | AGP      |
| FireGL X3-256         | Radeon X800 XT                        | 16           | 6                  | 256MB         | AGP      |
| FireGL V3100          | Radeon X300 XT                        | 4            | 2                  | 128MB         | PCI-E    |
| FireGL V3200          | Radeon X600 XT                        | 4            | 2                  | 128MB         | PCI-E    |
| FireGL V5000          | Radeon X700 Pro/XT                    | 8            | 6                  | 128MB         | PCI-E    |
| FireGL V5100          | Radeon X800 Pro                       | 12           | 6                  | 128MB         | PCI-E    |
| FireGL V5200          | Radeon X1600 Pro/XT                   | 12           | 5                  | 256MB         | PCI-E    |
| FireGL V7100          | Radeon X800 XT                        | 16           | 6                  | 256MB         | PCI-E    |
| FireGL V7200          | ?                                     | 16           | 8                  | 512MB         | PCI-E    |
| FireGL V7300          | Radeon X1800 XT                       | 16           | 8                  | 512MB         | PCI-E    |
| FireGL V7350          | Radeon X1800 XT                       | 16           | 8                  | 1GB           | PCI-E    |
| Mobility FireGL 7800  | Mobility Radeon 7500                  | 2            | 2                  | 32MB          | AGP      |
| Mobility FireGL 9000  | Mobility Radeon 9000                  | 4            | 2                  | 64MB          | AGP      |
| Mobility FireGL T2    | Mobility Radeon 9600                  | 4            | 2                  | 128MB         | AGP      |
| Mobility FireGL V3100 | Mobility Radeon X300                  | 4            | 2                  | 128MB         | PCI-E    |
| Mobility FireGL V3200 | Mobility Radeon X600                  | 4            | 2                  | 128MB         | PCI-E    |
| Mobility FireGL V5000 | Mobility Radeon X700                  | 8            | 6                  | 128MB         | PCI-E    |
| Mobility FireGL V5200 | Mobility Radeon X1600                 | 12           | 5                  | 256MB         | PCI-E    |
| Mobility FireGL V5250 | Mobility Radeon X1700 (Probabilmente) | 12           | 5                  | 256MB         | PCI-E    |